# Onze Lieve Vrouw van Lourdes (Mariënvelde)
De Onze Lieve Vrouw van Lourdes is een rooms-katholieke kerk in de Nederlandse plaats Mariënvelde. 

## Geschiedenis
Tot 1932 waren de boeren in dit gebied aangewezen op de Sint-Werenfriduskerk in Zieuwent, die veelal lopend ernaartoe gingen. Met hulp van pastoor Deperink werd er besloten een eigen kerk te bouwen in het gebied Achter-Zieuwent. Deze kerk werd in 1932 gerealiseerd. 
Bij de kerk werden een pastorie en een baarhuis gebouwd. Daarnaast werd er bij de kerk een school gebouwd. Dit trok mensen naar deze locatie, zodat in de loop der tijd het dorp Mariënvelde ontstond.

## Architectuur
De kerk is ontworpen door de architect G.A.P. de Kort, die eerder al de uitbreidingen aan de Onze Lieve Vrouw ten Hemelopnemingkerk in Beltrum had ontworpen. De kerk is opgetrokken in Expressionistische stijl, waarbij in de toren art-deco-elementen zijn gebruikt. In de metsellagen is de Amsterdamse School te herkennen. De kerk is opgetrokken met een grondplan van een Latijns kruis, waarbij de toren niet in het verlengde van het kruis staat. Daarbij heeft de kerk een zadeldak, waarbij dat van het dwarsschip iets lager is uitgevoerd.
Er zijn verschillende wandschilderingen gemaakt door K.W. Wenzel. Naast de kruisweg in de zijbeuken en deel van het transept zijn er acht heiligen afgebeeld boven de bogen: Catharina van Siena, Bonifatius, Franciscus van Assisi, (vermoedelijk) Johannes Nepomucenus, Maria Magdalena, Stephanus, Ludgerus en Elizabeth van Thüringen.

## Monumentale status
De kerk is in 1998 aangewezen als rijksmonument.